# Флаг Мартиники
Официальным флагом Мартини́ки является прямоугольное полотнище, состоящее из двух равновеликих горизонтальных полос: верхней — зелёной и нижней — чёрной, с добавлением у древкового края красного равнобедренного треугольника. Этот флаг был создан в 1968 году мартиникским писателем Ги Кабор-Массоном и историком Алексом Фердинандом. Этот флаг был официально принят Ассамблеей Мартиники 2 февраля 2023 года, до этого официальным флагом Мартиники, как заморской территории Франции, являлся французский триколор.
До 2 февраля 2023 года в качестве одного из символов Мартиники активно использовался исторический «змеиный» флаг, принятый эдиктом от 4 августа 1766 года. «Змеиный» флаг представляет собой морской вымпел Франции того времени — это белый крест на синем фоне и четыре буквы L, стилизованные в виде змей, но официального статуса этот флаг никогда не имел.

## Флаг «Ipséité»

Флаг Ipséité, созданный Джонни Винье, использовался с 2019 по 2021 год

В 2018 местный совет Мартиники объявил конкурс на создание флага, который представлял бы Мартинику на международных спортивных и культурных мероприятиях. Флаг под названием «Ipséité» («Самость») был выбран президентом Исполнительного совета Мартиники Альфредом Мари-Жаном. Это флаг был официально представлен 10 мая 2019 года.
Флаг, разработанный Джонни Винье, изображает гигантского стромбуса, символ Антильских островов, чья раковина используется в качестве традиционного музыкального инструмента. Вокруг раковины моллюска изображены 34 звезды, которые символизируют 34 коммуны Мартиники, а восемь (четыре синих и четыре зелёных) сегментов символизируют восемь различных языков, на которых говорят на острове: французский, креольский, английский, испанский, португальский, итальянский, китайский и арабский. Синий цвет символизирует Атлантический океан и Карибское море, а зеленый напоминает о крутых холмах и природе острова.
Флаг «Ipséité» впервые был поднят в июне 2019 национальной сборной Мартиники по футболу во время их участия в Золотом кубке КОНКАКАФ 2019 года.
15 ноября 2021 года административный суд Мартиники аннулировал решение президента Исполнительного совета Мартиники Альфреда Мари-Жана, так как выбор местного флага входит в компетенцию Ассамблеи Мартиники, а не Исполнительного совета.